# Buncrana
Buncrana (en gaèlic irlandès Bun Cranncha que vol dir "als peus del riu Cranna") és una vila d'Irlanda, al comtat de Donegal, a la província de l'Ulster. Es troba en la península d'Inishowen, a la costa del Lough Swilly. Al nord del poble està el Neds Point Fort, una antiga bateria napoleònica, usada per a la defensa de l'oest de l'illa. Es troba a 10 quilòmetres de Derry i a 43 de Letterkenny. És coneguda per la bellesa del seu entorn.
El seu lema és Aoibhinn Linn Áille na hÁite Seo ("dolça per a nosaltres és la bellesa d'aquest lloc").

## Demografia
| Evolució demogràfica de Buncrana entre 1821 i 2006                                            |
| --------------------------------------------------------------------------------------------- |
|                                                                                               |
| Font:CSO i Histpop.org. Les xifres posteriors a 1961 indiquen també les rodalies de Buncrana. |

## Història
Al nord de Buncrana existeix un antic pont de sis llums que creua el riu Crana en direcció a la torre d'O'Doherty, que en 1601 havia estat descrita com un petit castell de dues plantes, habitat per Conor McGarret O'Doherty. En 1602, Hugh Boy O'Doherty ho va ampliar com a suposada base militar per ajudar els espanyols que volien desembarcar a Inch. El 1608 el castell fou cremat en represàlia per la revolta de Cahir O'Doherty, qui va assaltar i cremar Derry. Després de la mort de Cahr O'Doherty fou entregar a Sir Arthur Chichester, qui el va llogar a la família Vaughan.
En 1718 George Vaughan va construir el castell de Buncrana, que va ser un dels primers grans edificis construïts en Inishowen, i la seva pedra es va prendre de la torre d'O'Doherty. Es va construir en el solar original de Buncrana, per la qual cosa Vaughan va desplaçar la població a la seva localització actual, on va fundar el carrer principal i va aixecar el Castle Bridge, una construcció de sis arcs i un sol carril.
Theobald Wolfe Tone va ser tancat allí quan fou capturat després de la batalla naval britànico-francesa que va tenir lloc davant les costes de Donegal, abans de ser enviat a Derry i d'allí a Dublín. El castell és actualment un habitatge privat. En l'entrada hi ha un monument en honor de Cahir O'Doherty i una placa en memòria de Theobald Wolfe Tone.
Va aconseguir una breu fama en 1972, quan, després de l'Operació Motorman, s'hi van refugiar gran quantitat dels membres de l'IRA Provisional de Derry, així com quan, en 1991, membres del grup lleialista Ulster Defence Association van assassinar el conseller local del Sinn Féin Eddie Fullerton.

## Agermanaments
- Campbellsville
- Plévenon (Plevenon)
- Fréhel (Costes del Nord) (Frehel)

## Personatges
- Eddie Fullerton, polític.
- Frank McGuinness, escriptor.
- Ray McAnally, actor.